# Stallscheune aus Asterode

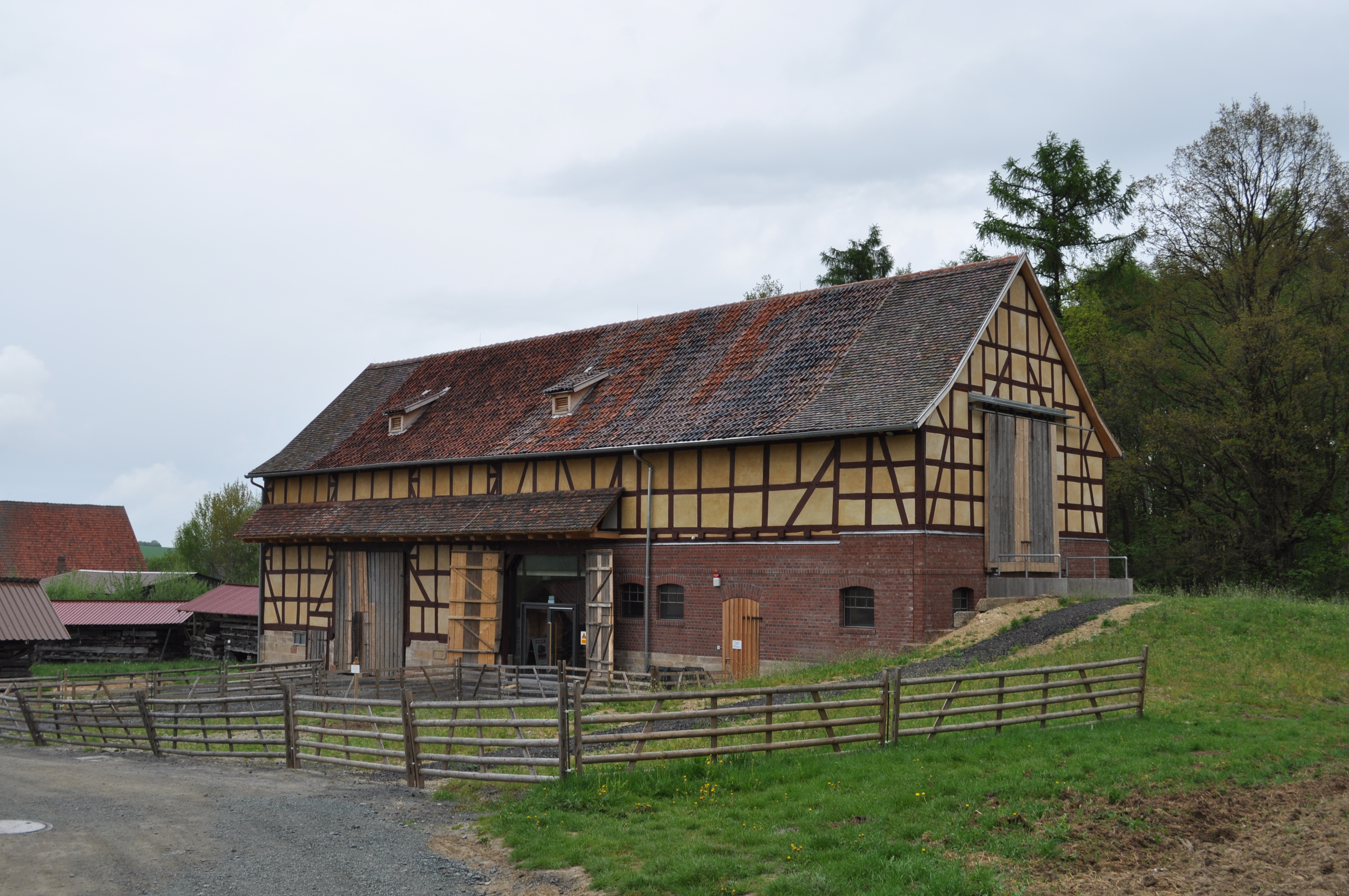
Stallscheune aus Asterode (Ausstellungshaus)

Die Stallscheune aus Asterode ist ein seit 2009 als Ausstellungshaus im Freilichtmuseum Hessenpark genutztes Gebäude, das ursprünglich in Asterode (Schwalm-Eder-Kreis) stand.

## Geschichte
Das heutige Ausstellungshaus war eine Stallscheune eines Vierseitenhofs in der Gemeinde Asterode, heute Ortsteil von Neukirchen im Knüll. Der Hof wurde mit der Gründung von Asterode, also um das Jahr 1100, angelegt. Die Hofreite umfasste ca. 6.000 m². Es handelte sich um ein Wohnhaus mit Schnapsbrennerei, Lagerräumen, Stallungen, Scheunen, zwei Auszugshäusern, einem großen gepflasterten Hof sowie Bauerngärten und Streuobstwiesen. Die postalische Adresse war Asteroder Straße 11 oder Hof Nr. 8.
Im Jahr 1620 wurde mit Asmus Koch erstmals ein Besitzer des Anwesens urkundlich erwähnt. 1750 verfügte der Hof über 160 Hektar Land, vier Ochsen, zwei Kühe und 30 Schafe.
1823 wurden die beiden Auszugshäuser errichtet. In den 1840er Jahren bauten Johann Heinrich Schreiber (1797–1871) und seine Frau Anna Katharina geborene Blumenauer (1799–1866) das heute noch bestehende Wohnhaus. Johann Heinrich Schreiber, der Sohn David Schreibers, war ab 1862 Abgeordneter der Kurhessischen Ständeversammlung. Seine Tochter Anna Elisabeth (1824–1897) heiratete 1851 den Ökonomen Heinrich Haas (1830–1865) aus Steindorf. Bis heute ist das Anwesen im Besitz der Familie Haas.
Spätestens seit 1832 bestand eine Brennerei auf dem Hof. Diese war so erfolgreich, dass Heinrich Haas jun. (ein Sohn des 1865 verstorbenen Heinrich Haas) 1892 mit 4.745 Mark (in heutiger Kaufkraft 38.464 Euro) das höchste Einkommen (und damit auch die höchste Steuerlast) in Asterode hatte.
Die Brennerei war in den 1930er Jahren so erfolgreich, dass sie Kartoffelschnaps aus einer Reihe von anderen Brennereien ankaufen und unter eigenem Namen vertreiben musste. Auch nach dem Zweiten Weltkrieg konnten mit dem 32-prozentigen „Steinwald-Tropfen“ und dem 42-prozentigen Kräuterschnaps „Knüllfeuer“ die Vertriebserfolge fortgesetzt werden. Da sich die Familie Haas die Markenrechte an „Knüllfeuer“ nicht hatte schützen lassen und stattdessen ein Wettbewerber diese geltend machte, musste der Name auf „Knülltropfen“ geändert werden. Nachdem die Umsatzzahlen zurückgingen, wurde die Schnapsproduktion Ende der 1950er Jahre eingestellt.
Zu diesem Zeitpunkt lag der Schwerpunkt des landwirtschaftlichen Betriebs auf der Milchproduktion mit 30 Rindern. In den 1960er Jahren wurde der Betrieb auf Schweinemast umgestellt. 1973 wurden die Auszugshäuser abgerissen (nachdem vorher Flüchtlingsfamilien darin gewohnt hatten).
Nachdem 1983 die Stallscheune abgebaut und in den Hessenpark verbracht worden war, wurde 200x auch ein weiteres Stallgebäude mit Heuboden abgerissen, so dass heute vom ursprünglichen Hof nur noch das Haupthaus besteht.

## Bauteile
Der ältere, linke Teil der Scheune wurde 1802 errichtet. Bauherr war der Gutsbesitzer David Schreiber, als Zimmermeister nennt die Inschrift neben dem linken Tor Christof Koch.
Im Jahr 1832 wurde die Scheune erweitert, die Inschrift über dem mittleren Tor nennt Heinrich Koch als Zimmermeister.
Die Scheune diente der Lagerung von Heu und Stroh sowie als Pferdestall.
Ende des 19. oder Anfang des 20. Jahrhunderts wurde die Scheune letztmals erweitert, und zwar um den rechten Teil.
1983 wurde die Stallscheune abgebaut und in den Hessenpark verbracht.

## Heutige Nutzung
Im Jahr 2009 wurde die Stallscheune im Hessenpark neu aufgebaut und seitdem als Ausstellungshaus genutzt. Grund für diese Nutzung ist die Größe von ca. 10 mal 30 Metern und die Lage im Bereich Nordhessen des Freilichtmuseums. Hierdurch werden die Benutzerströme verteilt, die sich früher auf die Baugruppe Mittelhessen konzentrierten.
Der Wiederaufbau wurde anhand von Originalfotografien so geplant, dass er das Aussehen in der zweiten Hälfte des 20. Jahrhunderts widerspiegelt. Im Inneren sollte die Präsentation von Wechselausstellungen auf drei Ebenen möglich werden, d. h. die Innenräume sollten auf falsche Fachwerkromantik verzichten, neutral und behindertengerecht sein. Zur Umsetzung wurde innerhalb des Gebäudes eine Stahlkonstruktion errichtet und mit dem äußeren Fachwerk verschraubt. Diese Konstruktion trägt die Zwischengeschosse und erlaubte den Einbau eines Aufzuges.
Eine Wandheizung sowie eine Be- und Entlüftungsanlage erlaubt eine Steuerung des Raumklimas. Die zweiflügligen Durchfahrt-Tennentore wurden originalgetreu rekonstruiert und erlauben die Ausstellung auch großer Exponate.
Der Wiederaufbau kostete ca. drei Millionen Euro. Mit der Ausstellung „In Bewegung – Wie Hessen sich verändert“ wurde das Ausstellungshaus im Herbst 2009 eröffnet.